# Guichet de la Tour de l'Eau
Le guichet de la Tour de l'Eau (postigo de la Torre del Agua en espagnol) est un guichet des anciennes murailles de Séville, en Espagne. D'origine almohade, donc construit entre la seconde moitié du XIIe et la première moitié du XIIIe siècle, à l'emplacement d'une porte de la période califale, il est situé à l'extrémité sud de la rue Judería, dans le quartier de Santa Cruz.
Également appelé guichet de l'Alcazar (postigo del Alcázar en espagnol), guichet de la Ruelle du Quartier Juif (postigo del Callejón de la Judería en espagnol) ou guichet du Verger de la Retraite (postigo de la Huerta del Retiro en espagnol),, il permettait d'entrer ou de sortir de la ville, mais également d'accéder à l'Alcazar et de se rendre, à l'est, au palais de la Buhaira et à ses jardins. Le guichet était protégé, à l'extérieur, par le mâchicoulis de la tour de l'Eau.
Le guichet de la Tour de l'Eau perdit sa fonction de porte de ville en 1619, quand les terres situées à l'extérieur, dédiées jusque là à la culture de l'orge, furent reprises par l'Alcazar, transformées en verger, clôturées et interdites à la population,. Ce verger prit par la suite le nom de « verger de la Retraite » (Huerta del Retiro en espagnol).

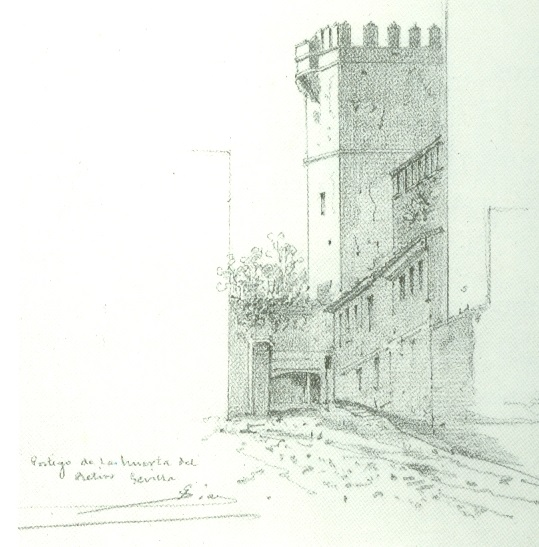
Dessin de la tour de l'Eau et du guichet de la Tour de l'Eau, par Gumersindo Díaz, vers 1865.
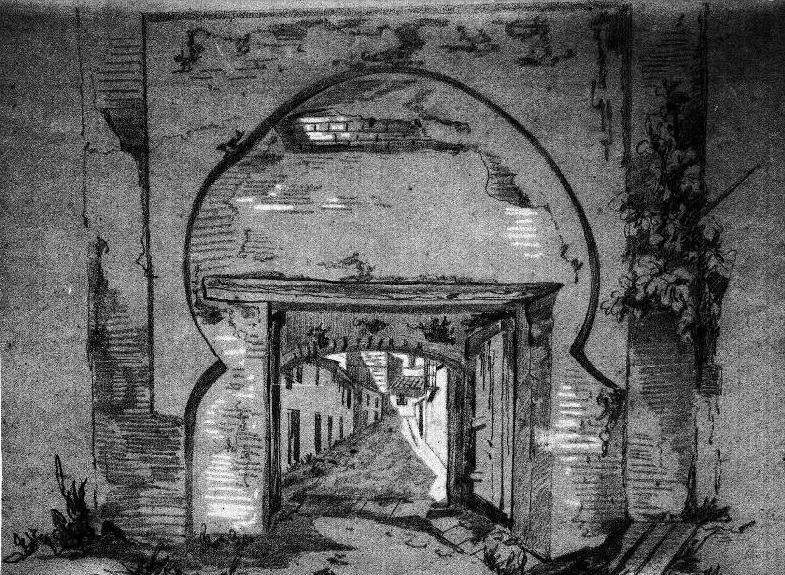
Le guichet de la Tour de l'Eau, dessiné par Gumersindo Díaz au XIXe siècle.